# Ottendorf-Okrilla
Ottendorf-Okrilla är en kommun och ort i Landkreis Bautzen i förbundslandet Sachsen i Tyskland. Kommunen har cirka 10 000 invånare.